# Asociación Mundial de Guías Scouts
La 'Asociación Mundial de Guías Scouts' -AMGS- (WAGGGS, por sus siglas en inglés: World Association of Girl Guides and Girl Scouts), es una organización mundial que apoya la práctica del Guidismo (paralelo femenino del Escultismo) en 150 países. Fue establecida en 1928 y sus oficinas centrales se encuentran en Londres, Inglaterra. En algunos países trabaja en conjunto con la Organización Mundial del Movimiento Scout (WOSM, por sus siglas en inglés: World Organization of the Scout Movement).
La AMGS está organizada en regiones y opera cinco Centros Mundiales en diferentes continentes. Es un miembro activo del Foro Europeo de Juventud (YFJ, por la sigla en inglés de European Youth Forum) y trabaja activamente en los órganos de juventud del Consejo de Europa y de la Unión Europea.

## Historia

### Surgimiento del Guidismo
Un encuentro de scouts varones en Crystal Palace en 1909 no parecería ser el lugar de nacimiento más indicado para el Movimiento de las guías scouts.
En esos tiempos de la Inglaterra victoriana las faldas se llevaban largas hasta los tobillos y las muchachas no corrían.
Sin embargo una patrulla de niñas se presentó al desfile exigiendo ser admitidas al encuentro.
Este hecho resultó ser el puntapié del movimiento femenino juvenil de hoy día.
La historia no nos indica exactamente cuántas "guías scouts" estaban presentes, pero evidentemente causaron una gran impresión ya que a los pocos meses tenían su propio nombre y programa.
Robert Baden-Powell escogió el nombre Guías Scouts en honor de un famoso cuerpo de Guías de la India y éstas no demoraron en tener un impacto. 
Para 1910 Agnes Baden-Powell, la hermana de Robert, había adaptado el libro 'Escultismo para muchachos' (Scouting for Boys) para usarlo con las muchachas y es así como nació el Movimiento Guía.
Ese mismo año Sir Robert Baden-Powell, recién jubilado del ejército británico, comenzó a dedicarse plenamente al Guidismo y Escultismo femenino y fue durante una gira promocional que conoció y contrajo matrimonio con Olave Saint Claire Soames.
Formaban una pareja formidable. Para 1918 Olave era Jefa Guía en el Reino Unido, y juntos se lanzaron a expandir el Guidismo en todo el mundo.

### Expansión internacional
El Guidismo bien podría haber quedado restringido a Inglaterra, pero eran tiempos de viajes y migraciones y el movimiento rápidamente se contagió a otras partes del mundo, al igual que su contraparte masculina, el Movimiento Scout.
Aún antes de que se fundara una Asociación surgieron numerosos grupos y para 1912 el Guidismo había logrado establecerse en diez países. 
Estos grupos tenían uniformes, insignias, reglas y nombres diferentes, pero todos compartían los mismos ideales.
La primera Guerra Mundial no detuvo el progreso del Movimiento: de hecho, muchos grupos se ofrecieron como voluntarios y para 1930 había grupos de guías en otros quince países, incluyendo Brasil, China y Estonia.
Este crecimiento veloz fue resultado de los esfuerzos de muchas mujeres entusiastas, ingeniosas y previsoras que vieron una hermosa oportunidad para la educación de las niñas. Nombres tales como Juliette Gordon Low (fundadora de las Chicas Exploradoras de los Estados Unidos de América), Olga Malkowska (fundadora del Movimiento en Polonia) y Antoinette Butte (fundadora del Movimiento en Francia) ayudaron a crear el movimiento que conocemos hoy.

### Creación del Consejo Internacional
Con el crecimiento continuo del movimiento se requería un ente oficial que reuniese a todos los miembros a nivel internacional.
En 1919 Lady Olave Baden-Powell formó el Consejo Internacional, que sería el predecesor de la WAGGGS.
El Consejo fue un éxito rotundo y tan solo un año después celebró la primera Conferencia Internacional. 
Fue una ocasión histórica que dio a las representantes del Guidismo la oportunidad de reunirse e intercambiar ideas y experiencias. 
Por primera vez grupos de guías y guías scouts comenzaron a planear viajes al extranjero.
En 1924 tuvo lugar el primer Campamento Mundial y al año siguiente se publicó el Boletín Mundial, que luego se conocería como 'Noticias de Nuestro Mundo'. 
Entretanto, los Baden-Powells continuaron su trabajo incansable. En 1919 Robert fue elegido Jefe Scout del Mundo y en 1930 Lady Olave fue nombrada Jefa Guía Mundial. Para ese entonces los Movimientos Mundiales estaban firmemente establecidos y las innovaciones tenían lugar una detrás de otra. 
Después de la cuarta Conferencia Internacional en 1926, representantes de varios países abordaron a Baden-Powell para preguntarle si se debía formar una asociación, y dentro de aquel año se estableció la Oficina Mundial en Londres. 
Se decidió que la Asociación Mundial debía elegir un Comité Mundial y que Lord y Lady Baden-Powell, y la Directora de la Oficina Mundial, serían miembros ex officio. Se acordó un borrador de los Estatutos y las guías tuvieron así una asociación central.

### Listado de Directoras/Jefas Ejecutivas
- Dame Katharine Furse (1926–1936) - Primera directora
- Winnifred Kydd (1947-1948)
- Dame Leslie Whateley (1951–1964)
- Lesley Bulman-Lever (1997-2006)
- Mary McPhail (2007–2015)
- Anita Tiessen (2015-2017)
- Sarah Nancollas (2018- )

## Programa
La AMGS provee un programa de educación no formal de alta calidad que ofrece dinamismo, flexibilidad y educación en valores y habilidades para la vida, ejercer el liderazgo y la toma de decisiones. 
La Asociación Mundial de Guías Scouts es una organización liderada por mujeres para las niñas y jóvenes. Las Guías Scouts adquieren capacidad de liderazgo y toma de decisiones, y son animadas a participar en las campañas mundiales de la AMGS. Cada asociación nacional es liderada democráticamente por jóvenes mujeres activamente involucradas. 
La Asociación Mundial busca comprometer y habilitar a las mujeres jóvenes de modo que ellas puedan aportar al cambio en sus comunidades.
El Guidismo es abierto a todas las niñas y jóvenes sin distinción de credo, raza, nacionalidad u otra circunstancia.
Existen innumerables oportunidades para participar de eventos internacionales organizados por las Naciones Unidas y otras organizaciones no gubernamentales en representación de la asociación. La Organización Mundial del Movimiento Scout (OMMS) es la organización no gubernamental que representa al Movimiento Scout en las Naciones Unidas. Tanto la OMMS como la AMGS tienen estatus consultivo en el Consejo Económico y Social (ECOSOC)  de las Naciones Unidas.

## Estructura

### Consejo Mundial
La AMGS está gobernada por un Consejo Mundial formado por 17 miembros activos del Guidismo de distintas partes del mundo elegidos por las Organizaciones Miembros en la Conferencia Mundial. 
Los miembros del Consejo Mundial son elegidos para dos períodos de tres años, lo que significa que en cada Conferencia Mundial, seis miembros salen y otros seis nuevos miembros se incorporan.
Cada tres años en cada conferencia regional se elige a la presidenta del Comité Regional para un período de tres años. 
Las cinco presidentas regionales también integran el Consejo Mundial.

### Conferencia Mundial

#### Listado de las Conferencias Mundiales
1. 1920 - Oxford, Inglaterra
2. 1922 - Cambridge, Inglaterra
3. 1924 - Foxlease, Reino Unido
4. 1926 - Nueva York, Estados Unidos
5. 1928 - Parád, Hungría - La WAGGGS fue constituida en esta Conferencia
6. 1930 - Foxlease, Hampshire, Inglaterra
7. 1932 - Bucze, Polonia
8. 1934 - Adelboden, Suiza
9. 1936 - Estocolmo, Suecia
10. 1938 - Adelboden, Suiza
11. 1946 - Evian, Francia
12. 1948 - Cooperstown, Nueva York, Estados Unidos
13. 1950 - Oxford, Inglaterra
14. 1952 - Dombås, Noruega
15. 1954 - Zeist, Holanda
16. 1957 - Petrópolis, Brasil
17. 1960 - Atenas, Grecia
18. 1963 - Nyborg, Dinamarca
19. 1966 - Bogotá, Colombia
20. 1969 - Otaniemi, Finlandia
21. 1972 - Toronto, Canadá
22. 1975 - Sussex, Inglaterra
23. 1978 - Teherán, Irán
24. 1981 - Orléans, Francia
25. 1984 - Tarrytown, Nueva York, Estados Unidos
26. 1987 - Njoro, Kenia
27. 1990 - Singapur
28. 1993 - Nyborg, Dinamarca
29. 1996 - Wolfville, Nueva Escocia, Canadá
30. 1999 - Dublín, Irlanda
31. 2002 - Manila, Filipinas
32. 2005 - Amán, Jordania
33. 2008 - Johannesburgo, Sudáfrica
34. 2011 - Edimburgo, Escocia
35. 2014 - Hong Kong
36. 2017 - India
37. 2021 – Inicialmente programada en Uganda en 2020, tuvo que posponerse debido a la pandemia de COVID-19 y al final se celebró por Internet en julio de 2021.
38. 2023 – Chipre

Las Conferencias Mundiales de 1940 y 1942 fueron canceladas debido a la Segunda Guerra Mundial. 

## Regiones
Region Africana
     Region Árabe
     Region Asia-Pacifico
     Region Europea
     Región del Hemisferio Occidental